# Jazwyn Cowan
Jazwyn Michael Cowan (11 de noviembre de 1983, Baltimore, Maryland, Estados Unidos) es un jugador de baloncesto profesional americano que actualmente juega en Ferro Carril Oeste. Jugó baloncesto universitario en las universidades de Washington del George y la de Hampton. Él mide 2.03 m aproximadamente.
En abril de 2006, firmó un acuerdo con los Nebraska Cranes. El mismo año firmó con Chester Jets para la temporada 2006–07. Desde entonces ha jugado en Brasil, Argentina, República Dominicana, y México.
El 31 de octubre de 2013, Cowan fue adquirido por los Austin Toros de la Liga de Desarrollo de la NBA.
En septiembre de 2014, Cowan firmó con San Lorenzo de Almagro de Argentina para el 2014–15 estación.
En 2015, firmó un acuerdo con el Instituto de Córdoba para la LNB.